# والدانیو
والدانیو (به ایتالیایی: Valdagno) یک کومونه در ایتالیا است که در استان ویچنزا واقع شده‌است.

## خصوصیات
والدانیو ۵۰٫۲۰ کیلومترمربع مساحت و ۲۶٬۶۴۰ نفر جمعیت دارد.

## خواهرخوانده
شهر پیرن ام شیمزی خواهرخواندهٔ والدانیو هست.